# Sábado en el cristianismo
El sábado en el cristianismo es la inclusión en el cristianismo de un sábado, un día reservado para el descanso y el culto, una práctica que fue ordenada para los israelitas en los diez mandamientos en consonancia con la bendición de Dios del séptimo día (sábado) haciéndolo santo, "porque en él descansó Dios de toda su obra que había hecho en el creación". La práctica estaba asociada a la reunión del pueblo para rendir culto en las sinagogas en el día conocido como Shabat.
Los primeros cristianos, al principio principalmente judíos, observaban el séptimo día de reposo con la oración y el descanso, pero se reunían el séptimo día, el sábado, considerado en la tradición judía como el comienzo, al igual que los otros días, al atardecer de lo que ahora se consideraría la tarde del viernes. A principios del siglo II Ignacio de Antioquía aprobó la no observancia del sábado. La práctica ahora mayoritaria de los cristianos es observar el domingo, llamado el Día del Señor, en lugar del séptimo día de reposo judío como día de descanso y adoración.
Posiblemente debido a un movimiento iniciado a principios del siglo XIV por el líder religioso etíope Ewostatewos, que obtuvo la aprobación bajo el emperador Zara Yaqob, la Cristianos en Etiopía observa un sábado de dos días que abarca tanto el sábado como el domingo.
En consonancia con las ideas de los puritanos de los siglos XVI y XVII, las iglesias presbiterianas y congregacionalistas, así como las metodistas y bautistas Iglesias, consagraron en sus confesiones de fe los puntos de vista del sabatismo del primer día (domingo), observando el día del Señor como el sábado cristiano. Las prácticas de los sabatarios del primer día (sabatarios del domingo) incluyen asistir a los servicios de la iglesia por la mañana y por la tarde los domingos, recibir catequesis en la Escuela Dominical en el Día del Señor, tomar el Día del Señor libre de trabajos serviles, no comer en restaurantes los domingos, no comprar los domingos, no usar el transporte público en el Día del Señor, no participar en eventos deportivos que se celebren los domingos, así como no ver la televisión e internet los domingos; Los cristianos que son sabatarios dominicales suelen realizar obras de misericordia en el Día del Señor, como la evangelización, así como visitar a los presos en las cárceles y a los enfermos en los hospitales y asilos.
A partir del siglo XVII aproximadamente, unos pocos grupos de Restauradores Cristianos, en su mayoría Sabatarios del séptimo día, formaron comunidades que adoptaron la interpretación original de la ley, ya sea cristiana o mosaica, recordando a la iglesia cristiana primitiva.

## Historia

### Calendario del Shabat
El Shabat hebreo, el séptimo día de la semana, es el "sábado", pero en el calendario hebreo un nuevo día comienza al atardecer o 72 minutos antes y no a la medianoche. Por lo tanto, el Shabat coincide con lo que ahora se identifica comúnmente como la puesta de sol del viernes a la noche del sábado, cuando tres estrellas son visibles en el cielo nocturno. El Shabat continuó observándose en el séptimo día en la iglesia cristiana primitiva. Hasta el día de hoy, el día litúrgico continúa siendo observado en línea con el cálculo hebreo en los calendarios de la iglesia en la Iglesia ortodoxa y en las  Iglesias ortodoxas orientales. En la Iglesia latina, "el día litúrgico va de medianoche a medianoche. Sin embargo, la celebración de los domingos y de las solemnidades comienza ya en la tarde del día anterior".
En cuestiones no litúrgicas, el derecho canónico de la Iglesia latina define que un día comienza a medianoche.

### Cristianismo temprano
Los cristianos judíos siguieron observando el shabat, pero se reunían al final del día, un sábado por la noche.  En los evangelios se describe que las mujeres acudieron al sepulcro vacío en griego εις μια των σαβατων, hacia el primer [día] del sábado, aunque a menudo se traduce "el primer día de la semana". Esto se aclara en cuando Pablo continuó su mensaje "hasta la medianoche" y un joven se durmió y se cayó por la ventana.  Los cristianos celebran el domingo porque es el día en que Jesús había resucitado de entre los muertos y en el que el Espíritu Santo había venido a los apóstoles. Aunque la reunión de los cristianos para el culto en el primer día de la semana (el domingo para los gentiles) se remonta al libro de los Hechos de los Apóstoles y se menciona históricamente alrededor del año 115 d. C., el edicto de Constantino fue el comienzo de que muchos más cristianos observaran sólo el domingo y no el sábado. Escrituras patrísticas atestiguan que para el siglo II, se había convertido en algo común celebrar la Eucaristía en un día de culto corporativo en el primer día. Un Padre de la Iglesia,  Eusebio, que llegó a ser obispo de Caesarea Maritima hacia el año 314 d. C., afirmó que para los cristianos, "el sábado había sido transferido al domingo".
Según Sócrates de Constantinopla y Sozomen, la mayor parte de la Iglesia primitiva (excluyendo a Roma y Alejandría) observaba el séptimo día de reposo en la Pascua.

### Culto corporativo
Aunque la observancia del Día del Señor de la Eucaristía se estableció por separado del Shabat judío, la centralidad de la Eucaristía en sí misma la convirtió en la observancia más común de los primeros cristianos cuando se reunían para el culto. En muchos lugares y épocas tan tardías como el siglo IV, continuaron reuniéndose semanalmente en el Sabbat, a menudo además del Día del Señor, celebrando la Eucaristía en ambos días. En los primeros concilios eclesiásticos que se ocuparon de la judaización no se expresó ninguna desaprobación de la observancia del sábado de la fiesta cristiana. El Concilio de Laodicea (363-364), por ejemplo, sólo ordenó que las eucaristías del sábado debían observarse de la misma manera que las del primer día. Neander ha sugerido que las eucaristías del sábado en muchos lugares se celebraban "como una fiesta en conmemoración de la Creación".
Las cuestiones sobre las prácticas hebreas que continuaron en el siglo II tendían a relacionarse sobre todo con el sábado. Justino Mártir, que asistía al culto en el primer día, escribió sobre el cese de la observancia del sábado hebreo y afirmó que el sábado fue ordenado como una señal temporal a Israel para enseñarle la pecaminosidad humana, ya no se necesita después de que Cristo vino sin pecado. Rechazó la necesidad de guardar un sábado literal del séptimo día, argumentando en su lugar que "la nueva ley requiere que guardes el sábado constantemente" Sin embargo, Justin Martyr cree que el sábado sólo se ha atribuido a Moisés y a los israelitas. Según J.N Andrews, un historiador, y teólogo, menciona, En su (Justino) estimación, el Sabbath era una institución judía, absolutamente desconocida para los hombres buenos antes del tiempo de Moisés, y de ninguna autoridad desde la muerte de Cristo. Él identifica esto a través de los escritos de Justino: ¿Ves que los elementos no son ociosos, y no guardan ningún sábado? Permaneced como habéis nacido. Porque si antes de Abraham no había necesidad de la circuncisión, ni de la observancia de los sábados, de las fiestas y de los sacrificios, antes de Moisés; ya no hay necesidad de ellos, después de que, según la voluntad de Dios, Jesucristo, el Hijo de Dios, ha nacido sin pecado, de una virgen surgida del tronco de Abraham. Con más aclaraciones, Andrews también afirma: "No sólo declara (Justino) que a los judíos se les ordenó guardar el sábado debido a su maldad, sino que en el capítulo diecinueve niega que existiera ningún sábado antes de Moisés. Así, después de nombrar a Adán, Abel, Enoc, Lot y Melquisedec, dice: "Además, todos esos hombres justos ya mencionados, aunque no guardaban ningún sábado, eran agradables a Dios". Con el culto corporativo cristiano tan claramente alineado con la Eucaristía y permitido en el séptimo día, las prácticas del Shabat hebreo implicaban principalmente la observancia de un día de descanso.

### Día de descanso
Un tema común en las críticas al descanso del Shabat hebreo era la ociosidad, que no se encuentra en el espíritu cristiano del descanso.[cita requerida] Ireneo (finales del siglo II), citando también la observancia continua del Sabbath, escribió que al cristiano "no se le ordenará dejar ocioso un día de descanso, si guarda constantemente el Sabbath", y Tertuliano (principios del siglo III) argumentó "que aún más debemos observar un sábado de todo trabajo servil siempre, y no sólo cada séptimo día, sino a través de todo el tiempo". Esta temprana interpretación metafórica del sábado lo aplicaba a toda la vida cristiana.
San Ignacio, advirtiendo contra los " judaizantes" en la Epístola de Ignacio a los Magnesios, contrasta las prácticas judías del Shabat con la vida cristiana que incluye el Día del Señor:

Ya no guardemos el sábado a la manera judía, ni nos regocijemos en los días de ocio. [...] Sino que cada uno de vosotros guarde el sábado a la manera espiritual, regocijándose en la meditación de la ley, no en la relajación del cuerpo, admirando la obra de Dios, y no comiendo cosas preparadas la víspera, ni usando bebidas tibias, ni caminando dentro de un espacio prescrito, ni encontrando deleite en bailes y aplausos que no tienen sentido en ellos. Y después de la observancia del sábado, que todo amigo de Cristo guarde como fiesta el [Día, Dominicam] del Señor, el día de la resurrección, la reina y principal de todos los días.

En los siglos II y III se consolidó el énfasis de la iglesia primitiva en el culto dominical y su rechazo a la observación judía (basada en la Ley de Moisés) del sábado y la forma de descanso. La práctica cristiana de seguir el sábado a la manera de los hebreos declinó, lo que llevó a Tertuliano a señalar que "para [nosotros] los sábados son extraños" y no se observan. Incluso hasta el siglo IV, el judaísmo seguía siendo a veces un problema dentro de la Iglesia, pero para esta época era repudiado enérgicamente como herejía.
El domingo era otro día de trabajo en el Imperio Romano. Sin embargo, el 7 de marzo de 321, Emperador romano Constantino I promulgó un decreto civil que convertía el domingo en un día de descanso laboral, declarando: 

Todos los jueces y la gente de la ciudad y los artesanos descansarán en el venerable día del sol. La gente del campo, sin embargo, puede ocuparse libremente del cultivo de los campos, porque ocurre con frecuencia que no hay otros días más adecuados para plantar el grano en los surcos o las vides en las zanjas. Para que la ventaja dada por la providencia celestial no perezca por la ocasión de un corto tiempo.

Aunque se estableció sólo en la ley civil y no en el principio religioso,[cita requerida] la Iglesia acogió el desarrollo como un medio por el cual los cristianos podían asistir más fácilmente al culto dominical y observar el descanso cristiano. También en Laodicea, la Iglesia animó a los cristianos a utilizar el día para el descanso cristiano cuando fuera posible, sin atribuirle ninguna de las regulaciones de la Ley Mosaica, y de hecho anatematizando la observancia hebrea del sábado. La ley civil y sus efectos hicieron posible un patrón en la vida de la Iglesia que ha sido imitado a lo largo de los siglos en muchos lugares y culturas, siempre que ha sido posible.[cita requerida]

### De la antigüedad a la Edad Media
Agustín de Hipona siguió a los primeros escritores patrísticos en la espiritualización del significado del Acuérdate del día de reposo, para santificarlo también llamado Mandamiento del sábado, refiriéndolo al descanso escatológico más que a la observancia de un día literal. Sin embargo, tales escritos sirvieron para profundizar en la idea del descanso cristiano en domingo, y su práctica aumentó en importancia a lo largo de la temprana Edad Media.
Tomás de Aquino enseñaba que los Decálogo son una expresión de la  ley natural que obliga a todos los hombres, y por tanto el mandamiento del sábado es una exigencia moral junto con los otros nueve. Así, en Occidente, el descanso dominical se asoció más estrechamente con una aplicación cristiana del sábado, un desarrollo hacia la idea de un "sábado cristiano" más que hebreo. El culto y el descanso dominicales se combinaron poderosamente para relacionarse con los preceptos del mandamiento del sábado.

#### Continuación de las prácticas hebreas
El séptimo día de reposo fue observado al menos esporádicamente por una minoría de grupos durante la Edad Media. [cita requerida]
En la iglesia primitiva de Irlanda, hay evidencias de que puede haberse mantenido un descanso sabático el sábado junto con la misa del domingo como Día del Señor. Parece que muchas de las leyes canónicas en Irlanda de ese período se derivaron de partes de las leyes de Moisés. En la biografía de Adomnan de Iona sobre San Columba describe la muerte de Columba haciendo que Columba diga en un sábado: Hoy es verdaderamente mi día de reposo, pues es mi último día en esta fatigosa vida, en el que guardaré el sábado después de mis penosos trabajos. A la medianoche de este domingo, como dice la Escritura, 'me iré por el camino de mis padres' y entonces muere esa noche. La identificación de este día de reposo como un sábado en la narración es clara en el contexto, porque se registra que Columba vio a un ángel en la misa del domingo anterior y la narración afirma que muere en la misma semana, en el día de reposo al final de la semana, durante la "noche del Señor" (refiriéndose a la noche del sábado a la mañana del domingo).
Un cuerpo oriental de cristianos observadores del sábado mencionado desde el siglo VIII hasta el siglo XII es llamado atenienses ("no tocar") porque se abstenían de la impureza y de las bebidas embriagantes, llamados atinginianos en Neander: "Esta secta, que tenía su sede principal en la ciudad de Armorion, en la alta Frigia, donde residían muchos judíos, surgió de una mezcla de judaísmo y cristianismo. Unían el bautismo con la observancia de todos los ritos del judaísmo, salvo la circuncisión. Quizá podamos reconocer una rama de las antiguas sectas judaizantes".
El cardenal Hergenrother dice que estaban en íntima relación con el emperador Miguel II (821-829 d. C.), y atestigua que observaban el sábado. Ya en el siglo XI el cardenal Humbert seguía refiriéndose a los nazarenos como un cuerpo cristiano observador del sábado existente en aquella época. Pero en los siglos X y XI se produjo una gran extensión de las sectas de Oriente a Occidente. Neander afirma que la corrupción del clero proporcionó un terreno de ventaja muy importante para atacar a la iglesia dominante. La vida abstemia de estos cristianos, la simplicidad y seriedad de su predicación y enseñanza, tuvieron su efecto. "Así los encontramos surgiendo de inmediato en el siglo XI, en los países más diversos y más alejados entre sí, en Italia, Francia, e incluso en los distritos de Harz en Alemania". Asimismo, también, "se encuentran rastros de sabatistas en los tiempos de Gregorio I, Gregorio VII, y en el siglo XII en Lombardía".

### Ortodoxia Oriental
Las iglesias «ortodoxas tewahedo» celebran el sábado, una práctica proselitista en la iglesia ortodoxa oriental de Etiopía en la década de 1300 por Ewostatewos (ዮስጣቴዎስ, romanizado Ευστάθιος. En respuesta a la presión colonial ejercida por los misioneros de la Iglesia católica en el siglo XVI, el emperador san Gelawdewos escribió su Confesión, una apología de las creencias y prácticas tradicionales que incluía la observación del sábado y una defensa teológica del miafisismo de la ortodoxia oriental.

### Reforma protestante

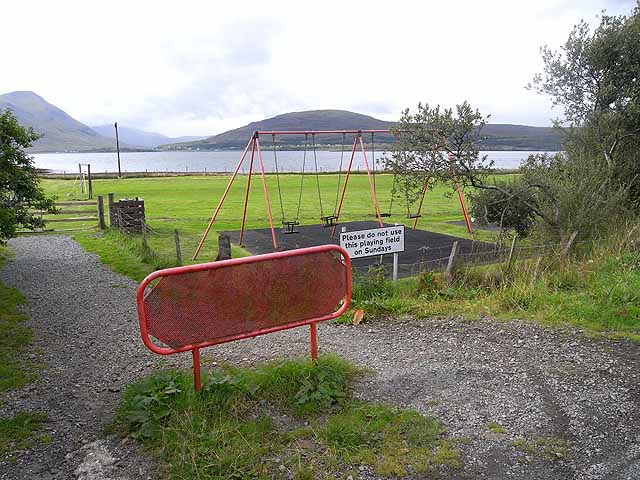
Un campo de recreo en Raasay con un cartel que dice "Por favor, no utilice este campo de juego los domingos".

Los reformistas protestantes, a partir del siglo XVI, trajeron a Occidente nuevas interpretaciones de la ley cristiana. El Catecismo de Heidelberg de las Iglesias reformadas fundadas por Juan Calvino enseñan que la ley moral contenida en los Diez Mandamientos es vinculante para los cristianos y que instruye a los cristianos sobre cómo vivir al servicio de Dios en gratitud por su gracia mostrada al redimir a la humanidad. Asimismo, Martín Lutero, en su obra contra el Antinomianos, rechazó la idea de la abolición de los Diez Mandamientos. También consideraban el descanso dominical como una institución cívica establecida por la autoridad humana, que proporcionaba una ocasión para el descanso corporal y el culto público. Otro protestante, John Wesley, declaró "Esta 'escritura de ordenanzas' nuestro Señor la borró, la quitó y la clavó en su cruz. Pero la ley moral contenida en los Diez Mandamientos, y aplicada por los profetas, no la quitó. ...La ley moral se apoya en un fundamento completamente diferente de la ley ceremonial o ritual. ...Cada parte de esta ley debe permanecer en vigor sobre toda la humanidad y en todas las épocas".
El sabatarianismo surgió y se extendió entre los protestantes continentales e ingleses durante los siglos XVII y XVIII. Los puritanos de Inglaterra y Escocia introdujeron un nuevo rigorismo en la observancia del Día del Señor cristiano como reacción a la observancia dominical habitual de la época, que consideraban laxa. Apelaron a las ordenanzas del sábado con la idea de que sólo la Biblia puede obligar a las conciencias de los hombres a tomar un descanso del trabajo o a imponer la obligación de reunirse a una hora determinada. Su influyente razonamiento se extendió también a otras denominaciones, y es principalmente a través de su influencia que el "sábado" se ha convertido en el equivalente coloquial del "Día del Señor" o "domingo". El sabatismo dominical está consagrado en su expresión más madura, la Confesión de Fe de Westminster (1646), en la tradición teológica Calvinista. Los párrafos 7 y 8 del capítulo 21 (Del culto religioso y del día de reposo) dicen:
7. Así como es ley de la naturaleza que, en general, se separe una debida proporción de tiempo para el culto a Dios; así también, en su Palabra, por un mandamiento positivo, moral y perpetuo que obliga a todos los hombres en todas las épocas, ha designado particularmente un día de cada siete, como día de reposo, para que le sea consagrado: que, desde el principio del mundo hasta la resurrección de Cristo, era el último día de la semana; y, desde la resurrección de Cristo, se convirtió en el primer día de la semana, que, en la Escritura, se llama el día del Señor, y debe continuar hasta el fin del mundo, como el sábado cristiano.

8. Este sábado se santifica para el Señor, cuando los hombres, después de preparar debidamente sus corazones y ordenar de antemano sus asuntos comunes, no sólo observan un santo descanso, durante todo el día, de sus propias obras, palabras y pensamientos acerca de sus empleos y recreaciones mundanas, sino que también están ocupados, todo el tiempo, en los ejercicios públicos y privados de su culto, y en los deberes de necesidad y misericordia.

## Teología común
Muchos teólogos cristianos creen que la observancia del sábado no es obligatoria para los cristianos de hoy, citando, por ejemplo, Colosenses 2:16-17.
Algunos cristianos no sabatarios abogan por el descanso físico del sábado en cualquier día elegido de la semana, y algunos abogan por el sábado como una metáfora simbólica del descanso en Cristo; el concepto de Día del Señor suele tratarse como sinónimo de "sábado". Esta interpretación no sabbatariana suele afirmar que la obediencia de Jesús y la Nueva Alianza cumplieron con las leyes del sábado, los Diez Mandamientos y la Ley de Moisés, que por lo tanto se consideran leyes morales no vinculantes, y a veces se consideran abolidas o abrogadas. Mientras que el domingo se observa a menudo como el día de la asamblea y el culto cristiano, de acuerdo con la tradición de la iglesia, los mandamientos del sábado se disocian de esta práctica.
Los cristianos no sabatarios también citan 2 Corintios 3:2-3, en el que se compara a los creyentes con "una carta de Cristo, resultado de nuestro ministerio, escrita... no en tablas de piedra, sino en tablas de corazones humanos"; esta interpretación afirma que los cristianos, en consecuencia, ya no siguen los Diez Mandamientos con ortodoxia muerta ("tablas de piedra"), sino que siguen una nueva ley escrita en "tablas de corazones humanos". En 3:7-11 leemos que "si el ministerio que trajo la muerte, que fue grabado en letras sobre piedra, vino con gloria..., ¿no será aún más glorioso el ministerio del Espíritu? ...Y si lo que se desvanecía vino con gloria, ¡cuánto mayor es la gloria de lo que perdura!" Esto se interpreta como la enseñanza de que Nueva Alianza Los cristianos no están obligados por la Ley de Moisés, y que la observancia del sábado no es necesaria. Además, debido a que "el amor es el cumplimiento de la ley", se considera que la "ley" del nuevo pacto se basa completamente en el amor y anula los requisitos del sábado.
El teólogo metodista Joseph D. McPherson critica estos puntos de vista, y enseña que el Día del Señor como el primer día de reposo cristiano es obligatorio:

Se ha argumentado por algunos que una visión tan estrecha del sábado cristiano es anulada por la carta de San Pablo a los Romanos en la que escribe: "Uno estima un día por encima de otro; otro estima todos los días por igual. Que cada uno se persuada en su propia mente. El que tiene en cuenta el día, lo tiene en cuenta para el Señor; y el que no tiene en cuenta el día, para el Señor no lo tiene en cuenta" Es un error suponer que el Apóstol tiene en mente el sábado cuando escribe estas palabras. Una suposición tan errónea sería arrancar sus palabras y su significado fuera de contexto. En primer lugar, hay que recordar que está escribiendo a una iglesia cuyos miembros se componen de conversos judíos y gentiles. Expositores bíblicos fiables, como Adam Clarke, están de acuerdo en que "se hace referencia aquí a las instituciones judías, y especialmente a sus festividades; como la pascua, el pentecostés, la fiesta de los tabernáculos, las lunas nuevas, el jubileo, etc.". Los cristianos judíos seguían pensando que estos días y fiestas especiales eran de obligación moral. Por el contrario, los cristianos gentiles nunca habían sido entrenados para observar estos días especiales relacionados con la ley ceremonial judía y, por lo tanto, no tenían ninguna inclinación ni deseo de observarlos. Además, los que habían contribuido a su conversión no les imponían tal requisito. En consecuencia, no prestaban ninguna atención religiosa a estos días especiales de la institución judía. "El gentil convertido", escribe Clarke, "estima todos los días; considera que todo el tiempo es del Señor y que cada día debe dedicarse a la gloria de Dios; y que esas fiestas no son obligatorias para él". En consecuencia, se concluye que "con respecto a la conveniencia o no de guardar los [días especiales y] festivales judíos, 'que cada uno esté plenamente persuadido en su propia mente'; hay suficiente latitud permitida; todos pueden estar plenamente satisfechos" Nuestros traductores han añadido la palabra "igualmente" en el versículo 5. Esta palabra, según Clarke, "no debería ser añadida; ni es reconocida por ningún [manuscrito] o versión antigua". Al añadir la palabra "igual", "hacen que el texto diga lo que [podemos estar] seguros de que nunca fue la intención, es decir, que no hay distinción de días, ni siquiera el sábado: y que cada cristiano tiene la libertad de considerar incluso este día como santo o no santo, según esté persuadido en su propia mente". "Que el sábado es de obligación duradera", escribe Clarke, "puede concluirse razonablemente de su institución y de sus referencias típicas. Todos admiten que el sábado es un tipo de descanso en la gloria que permanece para el pueblo de Dios. Ahora bien, todos los tipos están destinados a continuar en plena vigencia hasta que el antitipo, o cosa significada, tenga lugar; por consiguiente, el sábado continuará en vigor hasta la consumación de todas las cosas" (Comentario, 6:151).

### Descanso espiritual
Los no sabatarios que afirman que la observancia del sábado sigue siendo para el pueblo de Dios suelen considerarlo como un descanso espiritual presente de una semana o un futuro descanso celestial, más que como un descanso físico semanal. Por ejemplo, Ireneo consideraba que el descanso sabático de los asuntos seculares durante un día a la semana era un signo de la forma en que los cristianos estaban llamados a dedicarse permanentemente a Dios, y un símbolo escatológico. Una de estas interpretaciones de Hebreos afirma que el séptimo día de reposo ya no es relevante como día de descanso regular y literal, sino que es una metáfora simbólica para el "descanso" de salvación eterna que los cristianos disfrutan en Cristo, que a su vez fue prefigurado por la tierra prometida de Canaán. 

El NT indica que el sábado siguió su propio cauce y encontró su meta en la obra redentora de Cristo. Es fiel al NT decir que el sábado mosaico, como asunto legal y semanal, era un símbolo temporal de una salvación más fundamental y completa, personificada por el propio sábado de la creación de Dios y basada en él, y llevada a su cumplimiento (de manera ya-no- todavía) en la obra redentora de Cristo. Los creyentes deben, en efecto, "guardar el sábado", no ya por la observancia de un día de la semana, sino ahora por el mantenimiento de aquello a lo que apuntaba: el evangelio del [Reino de Dios].

## Iglesias sabáticas
Gran parte del cristianismo occidental llegó a considerar el domingo como una transferencia de la observancia del sábado al primer día, identificando el domingo con un "sábado cristiano" del primer día. Aunque la práctica sabataria del primer día decayó durante el siglo XVIII, dejando pocos seguidores modernos, su preocupación por una observancia más estricta del domingo sí tuvo influencia en Occidente, dando forma al origen del sábado cristiano. El término ya no se aplica a un conjunto específico de prácticas, sino que tiende a utilizarse para describir el establecimiento general del culto dominical y las observancias del descanso dentro del cristianismo. No implica necesariamente el desplazamiento del propio sábado, que a menudo se reconoce que sigue siendo el sábado. Como tal, el sábado cristiano representa generalmente una reinterpretación del significado del sábado a la luz de la ley, el énfasis de la práctica y los valores cristianos.

### Catolicismo
En la Iglesia latina, el domingo se guarda en conmemoración de la resurrección de Jesús y se celebra con la Eucaristía. También es el día del ocio. El día del Señor se considera tanto el primer día como el "octavo día" de la semana, simbolizando tanto la primera creación como la nueva creación (2174). Los católicos ven el primer día como un día de reunión para el culto pero consideran un día de descanso riguroso no obligatorio para los cristianos. Las recomendaciones católicas de descansar el domingo no impiden la participación en "ocupaciones ordinarias e inocentes". En el espíritu del sábado, los católicos deben observar un día de descanso del trabajo servil, que se convierte también en "un día de protesta contra la servidumbre del trabajo y el culto al dinero. " Este día suele observarse (tradicionalmente) en domingo junto con el Día del Señor.
Tratando de mantener la «Ley del Día del Señor» en el  Quebec francés, se formó la Liga Católica del Domingo en 1923 para promover las restricciones sabáticas del primer día en la provincia, especialmente contra los cines.
El cardenal James Gibbons afirmó la observancia del domingo como uno de los ejemplos de la suficiencia de la Iglesia católica como guía: 

Ahora bien, las Escrituras no contienen por sí solas todas las verdades que un cristiano está obligado a creer, ni ordenan explícitamente todos los deberes que está obligado a practicar. Por no mencionar otros ejemplos, ¿no está todo cristiano obligado a santificar el domingo y a abstenerse en ese día de trabajos serviles innecesarios? ¿No se encuentra la observancia de esta ley entre los más destacados de nuestros deberes sagrados? Pero puedes leer la Biblia desde el Génesis hasta el Apocalipsis, y no encontrarás una sola línea que autorice la santificación del domingo. Las Escrituras imponen la observancia religiosa del sábado, un día que nunca santificamos.
La fe de nuestros padres, Cardenal Gibbons, p. 72

En 1998 el papa Juan Pablo II escribió una carta apostólica Dies Domini, "sobre la santidad del día del Señor". En ella animaba a los católicos a recordar la importancia de santificar el domingo, instando a que no perdiera su significado por mezclarse con una frívola mentalidad de "fin de semana.